# Погранична Христина Олександрівна
Христина Олександрівна Погранична (нар. 13 травня 2003, Львів, Україна) — українська спортсменка, гімнастка. Фіналістка Олімпійських ігор в Токіо-2020. Срібна призерка III-х літніх Юнацьких Олімпійських ігор у Буенос-Айресі (2018, Аргентина). Чемпіонка в багатоборстві 34 чемпіонату Європи серед юніорів (2018, Гвадалахара, Іспанія), абсолютна чемпіонка XVII Всесвітньої літньої Гімназіади, 2018, Марракеш (Королівство Марокко). Дворазова чемпіонка XXXI Всесвітньої літної Універсіади (2023, Ченду, Китай) у вправах з обручем та стрічкою, а також срібна призерка у багатоборстві. Срібна призерка клубного чемпіонату світу в Токіо 2024.
Чемпіонка України серед юніорів з художньої гімнастики 2017 та 2018 років.   Віце-чемпіонка України 2019 та 2021 років. Майстер спорту України міжнародного класу.

## Життєпис
Народилася 13 травня 2003 року у Львові. Один з її прадідів – Теодор Пограничний – був воїном полку Січових Стрільців Армії УНР, інший – Савин Ясеницький – воїн УГА, бабуся – Ангела Кріль – була зв’язковою УПА. Мати – Христина Погранична – щелепно-лицевий хірург, доцент кафедри щелепно-лицевої хірургії ЛНМУ. Батько – Олександр Пограничний – учасник Революції на граніті 1990року, журналіст, громадський діяч, директор Школи вільних та небайдужих.  Рідна сестра Христини – Олександра Погранична – студентка ЛНМУ, з початком повномаштабної війни Росії проти України поїхала на фронт медиком і кілька місяців працювала в підрозділі ТРО Святогірська  .
З п'яти років (від 2008) Христина Погранична займається художньою гімнастикою у львівському спортивному клубі "Ніка" . Тренерами Христини є Руда Ірина Євгенівна Заслужений тренер України, суддя міжнародної категорії,  кандидат наук з фізичного виховання і спорту, старший викладач Львівського університету фізичної культури та Яковенко Людмила Володимирівна. Хореограф — Ганна Гаврилівна Сопрунова.

У 2016-2018 Христина Погранична є членом юніорської Національної збірної команди з художньої гімнастики. У 2017-2018 – лідер юніорської збірної . 

Від 2019 – член Національної збірної України з художньої гімнастики.
5 травня 2017 року під час урочистої сесії Львівської міської ради з нагоди Дня міста Львова Христину Пограничну нагородили відзнакою «Львів'янин року».

За успішний виступ на XVII Всесвітній гімназіаді 2018 відзначена Подякою МОН.
Від вересня 2020 — студентка факультету педагогічної освіти Львівського університету фізичної культури.
Від вересня 2021 – студентка медичного факультету Львівського національного медичного універститету ім Д.Галицького.
У 2019 на Чемпіонаті світу в Баку Христина Погранична заняла дванадцяте місце в абсолютній першості і виборола для України другу ліцензію на Олімпійські ігри в Токіо.
У вересні 2020 на Гран-прі. "Кубок Дерюгіної" отримала травми стопи та коліна . Після тривалого лікування та реабілітації в лютому 2021 повернулась на килим 
7 липня 2021 НОК України оголосив  склад Олімпійської збірної України для участі в Іграх XXXII Олімпіади в Токіо. Львів‘янка Христина Погранична була включена до складу Олімпійської збірної.
У Довіднику Олімпійської команди України зазначено, що на ОІ в Токіо також їде тренер Христини Пограничної – Ірина Руда  Однак, на ОІ 2020 Ірина Руда через позицію керівництва Федерації поїхати не змогла.
На ОІ 2020 в Токіо Христина Погранична виступала як представниця Львова, ФСТ «Динамо» За результатами кваліфікаційних змагань увійшла до фіналу. У фінальних змаганнях виборола 9 місце.
На ЧС 2021 посіла 4 місце у фіналах у вправі зі стрічкою 
У лютому 2022, за тиждень перед масштабним вторгненням Росії в Україну, Христина Погранична перенесла першу операцію на колінному суглобі.
У травні 2022 Христині Пограничній зробили складну операцію на стопі. Обидві операції проводили у Львові українські лікарі.
У березні-травні 2022 Христина Погранична була у волонтерській службі Львова з прийому та забезпечення біженців від російської агресії. 
Після операцій Христина Погранична розпочала активну реабілітацію та відновлення спортивної форми.
У липні 2023 успішно виступила на XXXI Всесвітній літній Універсіаді (Ченду, Китай), де стала  дворазовою чемпіонкою (вправи з обручем та стрічкою), та срібною призеркою у багатоборстві.

## Змагання

### 2010
- Міжнародний турнір з художньої гімнастики KFK GRACIA CUP, Будапешт, Угорщина — 2 місце
- Міжнародний турнір з художньої гімнастики RONDO CUP-2010, Осієк, Хорватія — 1 місце

### 2011
- Міжнародний турнір з художньої гімнастики «Срібна ластівка», Львів, Україна — 1 місце
- Турнір з художньої гімнастики «Перлина Львова», Львів, Україна — 2 місце
- Міжнародний турнір з художньої гімнастики Trophy Virtus, Орентано, Італія — 1 місце
- Міжнародний турнір з художньої гімнастики СКУГ «Олімпія», Бургас, Болгарія — 1 місце (багатоборство)
- Міжнародний турнір з художньої гімнастики «Гармонія», Пазарджик, Болгарія — 1 місце (багатоборство)
- Міжнародний турнір з художньої гімнастики PGSE CUP, Будапешт, Угорщина — 2 місце
- Міжнародний турнір з художньої гімнастики «O srebnogo sokola 2011», Краків, Польща — 1 місце (багатоборство)

### 2012
- Відкрита першість СК Грація, Львів, Україна — 1 місце (скакалка, булави, обруч)
- Міжнародний турнір з художньої гімнастики PGSE CUP, Будапешт, Угорщина — 1 місце (скакалка, обруч)
- Istambul Rhytmic Gymnastics Cup, Стамбул, Туреччина — 1 місце (багатоборство)[38]
- Salines Cup, Тузла, Боснія і Герцоговина — 1 місце (багатоборство)
- Міжнародний турнір з художньої гімнастики «O srebnogo sokola 2012», Краків, Польща — 1 місце (багатоборство)

### 2013
- Міжнародний турнір з художньої гімнастики KFK GRACIA CUP, Будапешт, Угорщина — 1 місце[39]
- Міжнародний турнір з художньої гімнастики Весняний кубок, Будапешт, Угорщина — 1 місце (багатоборство, м'яч)
- Istambul Rhytmic Gymnastics Cup, Стамбул, Туреччина — 1 місце (багатоборство, скакалка)
- Happy Cup-2013, Гент, Бельгія- 1 місце (багатоборство)
- Pecs Cup-2013, Печ, Угорщина — 1 місце (багатоборство)
- Міжнародний турнір з художньої гімнастики «O srebnogo sokola 2013», Краків, Польща — 1 місце (багатоборство)
- Міжнародний турнір з художньої гімнастики «Mikulas Kupa-2013», Будапешт, Угорщина — I місце (багатоборство), І місце — скакалка, І місце — обруч;

### 2014
- Міжнародний турнір з художньої гімнастики «Carramba Cup 2014», Катовиці, Польща — І місце (м'яч, стрічка);
- RG World Cup 2014 & MTK Cup International Junior Tournament, Дебрецен, Угорщина: в категорії 2002—2003 (pre-juniors) — I місце (all-around), I місце — б/п, І місце — м'яч, ІІ місце — скакалка, ІІ місце обруч.
- міжнародний турнір з художньої гімнастики Irina Cup-2014, Варшава, Польща — I місце (скакалка, обруч);
- міжнародний турнір з художньої гімнастики «Перлина Львова 2014», Львів — I місце багатоборство (м'яч, обруч); І місце — фінал (булави).
- міжнародний турнір з художньої гімнастики «Spring Cup 2014», Плоєшті, Румунія — I місце багатоборство.
- Olimpic Hopes 2014 — 3rd INTERNATIONAL RHYTHMIC GYMNASTICS JUNIOR CUP, Гдиня, Польща — I місце багатоборство (м'яч, обруч)
- International FIG tournament «Ritam Cup 2014», Белград, Сербія — I місце багатоборство, І місце- м'яч, І місце — обруч
- Fryslân Cup Rhythmic Gymnastics 2014, Бургум, Нідерланди — I місце багатоборство (обруч, м'яч)
- International RG tournament «Pecs Cup_2014», Печ, Угорщина — І місце багатоборство (скакалка, обруч)
- International RG tournament «Happy Cup_2014», Гент, Бельгія — І місце багатоборство (скакалка, обруч, м'яч), І місце — фінал (обруч).

### 2015
- дитячий турнір з художньої гімнастики «Кубок першого тренера, присвячений пам'яті Галини Федорової» — І місце багатоборство (скакалка, обруч).
- міжнародний турнір з художньої гімнастики «Кришталеві булави» — 1 місце (скакалка, обруч, м'яч, булави)
- International RG Tournament (FIG)"Miss Valentine 2015" — 1 місце(скакалка), 1місце(обруч), 1місце м'яч.
- international RG Tournament "Carramba Cup 2015, Катовиці, Польща — 1 місце багатоборство (м'яч, булави), 1 місце — б/п.
- international RG Tournament «AGN CUP 2015», Мая, Португалія — 1 місце (обруч, м'яч, стрічка) 95. 2-3.05.2015- 9-й міжнародний турнір з художньої гімнастики «Перлина Львова» — 1 місце (скакалка, обруч, стрічка).
- international RG Tournament (FIG) «Spring Cup 2015», Плоєшті, Румунія — 1 місце обруч, 1 місце м'яч, 1 місце стрічка, 3 місце скакалка, 2 місце багатоборство
- Hungarian Rhythmic Gymnastics World Cup & MTK Budapest Cup 2015 — 1 місце (обруч), 3 місце (скакалка).
- турнір з художньої гімнастики «Перлина Львова 2015», Львів — 1 місце (багатоборство), 1 місце — фінал.
- International RG tournament «Happy Cup_2015», Гент, Бельгія — І місце багатоборство (скакалка, обруч, м'яч), І місце — фінал (обруч)

### 2016
- Кубок Львівської області з художньої гімнастики, Львів — 1 місце за програмою кандидатів у майстри спорту в індивідуальній програмі
- Кубок України з художньої гімнастики, Ужгород — 2 місце (багатоборство).
- Trofeo Citta di Desio (Кубок Дезіо — матчева зустріч збірних України та Італії) — 2 місце (командна першість).
- International FIG RG «Aphrodide Cup 2016», Афіни, Греція- Junior AA — 1 place, Junior Team AA — 1 place, Hoop Final — 1 place, Rope Final — 2 place, Ball Final — 3 place.
- Чемпіонат України з художньої гімнастики: 3 місце (багатоборство, програма КМС)
- International Tournament & World Cup, Гвадалахара: Hoop Final — 1 place, AA team — 3 place.
- Турнір з художньої гімнастики «Перлина Львова», Львів: 1 місце (багатоборство), 1 місце (фінал).
- Турнір з художньої гімнастики «Кубок Лева», Львів: 1 місце (багатоборство), 1 місце (фінал).
- Чемпіонат Львівської області з художньої гімнастики, програма КМС: 1 місце (б\п, скакалка, обруч, м'яч, булави, стрічка).
- International RG Tournament «Happy Cup», Гент, Бельгія: AA 1st place, EF hoop — 1 place, EF clubs — 1 place, EF ball — 1 place.
- International RG Tournament DuGymCup 2016, Дубай, ОАЕ: 1 place AA, hoop — 1 place, clubs — 1 place, ribbon — 1 place.

### 2017
- International FIG RG Tournament «Miss Valentine 2017», Тарту, Естонія: 1 place AA, hoop final-1 place, clubs final -1place, ribbon final — 1 place.
- International RG Tournament «Gracia Fair Cuo 2017», Будапешт, Угорщина: 1 place AA, hoop final — 2 place, clubs final — 2 place;
- International RG Tournament «Ness Ziona 2017», Ізраїль: 1 place AA, hoop — 1 place, ball — 1 place, clubs — 1 place, ribbon — 1 place.
- Всеукраїнський турнір юніорок в рамках Кубка Дерюгіної 2017: 1 місце — багатоборство, 1 місце — обруч, 1 місце — булави
- FIG International RG Tournament «AGN Cup 2017», Мая, Португалія: 1 place — AA, EF hoop — 1 place, EF ball — 1 place, EF clubs — 1 place, EF ribbon — 1.
- International RG Tournament «Danubia Cup 2017», Братислава, Словаччина: 1 place AA, EF hoop — 1 place, EF ball — 1 place, EF clubs — 1 place.
- Чемпіонат Львівської області з художньої гімнастики: 1 місце — (багатоборство: обруч, м'яч, булави, стрічка).
- International RG Tournament «Pastorelli Cup 2017», Нюрнберг, Німеччина: 1 place.
- Чемпіонат України з художньої гімнастики — 1 місце.[9]
- International RG Tournament & Grand Prix, Голон, Ізраїль: team AA — 2 place, ball — 2 place, clubs — 2 place, hoop — 2 place.

### 2018
- Чемпіонка в багатоборстві 34 чемпіонату Європи серед юніорів, 2018 Гвадалахара (Іспанія); у фіналах: срібло - м'яч і стрічка, бронза - обруч.[5]  Срібна медаль в командному заліку.
- Абсолютна чемпіонка XVII Всесвітньої літньої Гімназіади, 2018, Марракеші (Королівство Марокко). Золото в індивідуальному багатоборстві, золото, стрічка; срібло, булави, обруч, м’яч [6]
- у жовтні виборола срібну медаль з художньої гімнастики на III-х літніх Юнацьких Олімпійських іграх у Буенос-Айресі.[40]

### 2019
Дебютувала в дорослій збірній України.
На дебютному чемпіонаті світу посіла дванадцяте місце в абсолютній першості, що дозволило здобути разом з Владою Нікольченко дві олімпійські ліцензії на Олімпійські ігри в Токіо.

### 2021
У березні через позитивний тест на COVID-19 змушена була пропустити кубок світу в Софії, Болгарія, на який була заявлена.
На чемпіонаті Європи в Варні, Болгарія, рішенням тренерського штабу напередодні турніру в абсолютній першості була замінена на Владу Нікольченко. В кваліфікації виконувала вправу зі стрічкою, де з результатом 21,900 бала кваліфікувалась до фіналу вправи з шостим результатом. У фінальній стадії змагань продемонструвала у вправі зі стрічкою шостий результат з сумою 22,000 бала.

### 2024
На чемпіонаті України в абсолютній першості посіла третє місце, що дозволило відібратися на перший в історії кубок Європи в Баку.
Срібна призерка Клубного чемпіонату світу в Токіо.

## Результати на турнірах
| Рік  | Змагання                             | Команда | АП |   |   |   |   |
| ---- | ------------------------------------ | ------- | -- | - | - | - | - |
| 2019 | Кубок Дерюгіної. Київ                |         | 8  |   |   | 2 |   |
| 2019 | Гран-прі. Тьє                        |         | 10 | 9 |   | 6 |   |
| 2019 | Кубок світу. Пезаро                  |         | 7  | 5 |   |   |   |
| 2019 | Кубок світу. Ташкент                 |         | 4  | 6 | 4 | 6 | 8 |
| 2019 | Кубок світового виклику. Гвадалахара |         | 4  | 2 | 8 | 5 |   |
| 2019 | Чемпіонат України. Біла Церква       |         | 2  |   | 1 | 2 | 1 |
| 2019 | Korea Cup                            |         |    | 1 | 3 | 1 |   |
| 2019 | Кубок світового виклику. Мінськ      |         | 10 | 6 |   |   | 5 |
| 2019 | Кубок світового виклику. Клуж-Напока |         | 8  | 6 |   | 6 |   |
| 2019 | Чемпіонат світу. Баку                | 5       | 12 |   |   |   |   |
| 2019 | Кубок України                        |         | 3  |   |   |   |   |
| 2020 | Гран-прі. Москва                     |         | 8  | 4 | 5 |   | 8 |
| 2020 | Гран-прі. Тарту                      |         | 7  | 8 | 3 | 8 | 6 |
| 2020 | Гран-прі. Брно                       |         | 2  | 2 |   | 5 | 8 |
| 2020 | Гран-прі. "Кубок Дерюгіної". Київ    |         | 6  |   |   |   |   |
| 2021 | Чемпіонат Львівської області         |         | 1  |   |   |   |   |
| 2021 | Кубок України. Дніпро                |         | 3  | 2 | 4 | 3 | 2 |
| 2021 | Кубок світу. Ташкент                 |         | 10 |   |   | 7 | 7 |
| 2021 | Чемпіонат України                    |         | 2  |   |   |   |   |
| 2021 | Кубок світу. Пезаро                  |         | 15 |   |   |   |   |
| 2021 | Чемпіонат Європи                     |         |    |   |   |   | 6 |
| 2021 | Кубок виклику. Мінськ                |         | 6  | 7 | 6 | 4 | 3 |
| 2021 | Гран-прі. Тель-Авів                  |         | 5  | 5 | 5 | 7 | 7 |
| 2021 | Олімпійські ігри                     |         | 9  |   |   |   |   |
| 2021 | Чемпіонат світу                      | 4       | 11 | 7 |   | 8 | 4 |
| 2023 | Miss Valentine (не-FIG)              |         | 2  | 1 |   |   | 1 |
| 2023 | Міжнародний турнір в Софії           |         | 3  | 1 | 2 | 2 |   |
| 2023 | Gdynia Rhythmic Stars                |         | 2  | 3 | 1 | 1 | 3 |
| 2023 | Гран-прі. Брно                       |         | 1  | 2 | 1 | 1 | 1 |
| 2023 | Чемпіонат України                    |         | 3  | 2 |   | 3 |   |
| 2023 | Універсіада                          |         | 2  | 1 | 4 | 6 | 1 |
| 2023 | Laser Cup                            |         | 1  |   |   | 1 |   |
| 2023 | Кубок України                        |         | 4  |   |   |   |   |
| 2024 | Чемпіонат України                    |         | 3  |   |   |   |   |
| 2024 | Кубок Європи. Баку                   |         | 12 |   |   | 8 | 7 |
| 2024 | Клубний чемпіонат світу              | 2       | 14 |   |   |   |   |